# Frank Iero
Frank Anthony Iero Jr. (* 31. Oktober 1981 in Belleville, New Jersey) ist ein US-amerikanischer Musiker. Er ist Rhythmusgitarrist sowie Background-Sänger der Alternative-Rock-Band My Chemical Romance. Er ist Sänger der von ihm gegründeten Post-Hardcore-Band Leathermouth sowie der ebenfalls von ihm ins Leben gerufenen Band Death Spells. Des Weiteren hatte er das Soloprojekt frnkiero andthe patience. Außerdem veröffentlichte er das Album Stomachaches unter dem Künstlernamen frnkiero andthe cellabration.

## Kindheit und Jugend
Frank Iero wurde in Belleville, New Jersey geboren und wuchs in Kearny, New Jersey auf. Als Kind litt er an zahlreichen Bronchitis- und Ohrinfektion, was bedeutete, dass er einige Zeit seiner Kindheit in Krankenhäusern verbrachte. Er ist zudem laktoseintolerant und hat Nahrungsmittelallergie.
Mit einem Stipendium besuchte er eine Zeit lang die Rutgers University, bis er sein Studium abbrach, um mit seiner Band My Chemical Romance auf Tour zu gehen.
Frank Ieros Eltern trennten sich, als er noch ein Kind war. Er wuchs bei seiner Mutter auf, die ihm mitunter auch die Wohnung für seine zahlreichen Bandproben zur Verfügung stellte. Sein Vater (Schlagzeuger) und sein Großvater waren beide Musiker und hatten großen Einfluss auf den jungen musikinteressierten Frank Iero. Schon als Kind hatte er Gitarrenunterricht.

## Musikkarriere
Frank Iero spielte schon mit elf Jahren in lokalen Bands der Punkszene New Jerseys. Bevor er My Chemical Romance beitrat, war er Frontmann der Punkband Pencey Prep, die ein Album – Heartbreak in Stereo – unter dem von Alex Saavedra gegründeten Label Eyeball Records veröffentlichte, bevor sie sich auflöste. Während er mit Pencey Prep unterwegs war, befreundete er sich mit Gerard Way und den anderen My-Chemical-Romance-Mitgliedern, wurde Fan ihrer Musik (ihres ersten Demos) und half ihnen dabei, an die ersten Konzerte zu kommen. Nachdem sich seine Band Pencey Prep getrennt hatte, begann er erst in verschiedenen Bands wie I Am A Graveyard, Hybrid, Sector 12 und American Nightmare zu spielen, bis ihm angeboten wurde, der Rhythmusgitarrist bei My Chemical Romance zu werden.
Jahre später wurde Frank Iero nebenbei Frontmann der selbst gegründeten Hardcore-Punk-Band Leathermouth, die ihr Debütalbum XO im Januar 2009 bei Epitaph Records veröffentlichte. Des Weiteren ist er in eine The-Cure-Tribute-Band namens The Love Cats involviert – benannt nach dem gleichnamigen The-Cure-Song. Außerdem spielte er Bass für die Band Reggie And The Full Effect bei deren Abschiedstour.
Frank Iero war Teil der Jury für die siebten alljährlichen Independent Music Awards, um eigenständige Künstler zu unterstützen.
Am 7. Dezember 2010 trennte er sich von dem Label Skeleton Crew, das er und seine Frau Jahre zuvor mitbegründet hatten. Dazu erläuterte Frank Iero, dass er liebend gerne mit dem Label weitergemacht hätte, es ihm aber nicht möglich sei, seine Bandkarriere, die neu vergrößerte Familie (zwei neugeborene Töchter) und die Führung eines Unternehmens, gleichzeitig zu handhaben.
Frank Ieros erstes richtiges Solo-Projekt, der Song This Song Is A Curse, wurde Bonustrack des offiziellen Soundtracks von Tim Burtons Kurzfilm Frankenweenie.
2014 veröffentlichte er als Frnkiero & the Cellabration das Album Stomachaches, das in den UK-Charts auf Platz 68 kam.

### Equipment
In den frühen Jahren bei My Chemical Romance verwendete Iero hauptsächlich Gibson SGs, Epiphone-Les-Paul-Gitarren und Marshall-Verstärker. Am erwähnenswertesten ist seine weiße Les Paul, genannt "Pansy", die bei den Fans Popularität gewann, jedoch einst auf der Bühne kaputt ging. Seitdem ist er auf Gibson-Les-Paul-Gitarren umgestiegen und spielte gelegentlich auch eine Gibson SG. In dem My Chemical Romance-Musikvideo zu Desolation Row verwendete Frank Iero außerdem eine Fender Stratocaster.
Des Weiteren arbeitete er mit Epiphone zusammen, um seine Wilshire Phant-O-Matic Gitarre zu designen, die er hauptsächlich bei My-Chemical-Romance-Konzerten während der "World Contamination" Tour, der Honda Civic Tour und beim Reading and Leeds Festival spielte.

## Leben und Einstellung
Am 5. Februar 2007 heiratete Frank Iero seine Partnerin Jamia Nestor, nachdem er ihr am 25. Mai 2006 während der Aufnahmen zum dritten My Chemical Romance-Album The Black Parade einen Heiratsantrag gemacht hatte. Frank Iero und seine Frau Jamia Nestor sind Eltern von 2010 geborenen Zwillingsmädchen und eines 2012 geborenen Sohnes.
Frank Iero hat zahlreiche Tattoos. Darunter sind Logos der Bands Black Flag und The Misfits, Symbole für seine Liebe zu seinem Heimatstaat New Jersey, ein gemeinsames Tattoo mit James Dewees zum My Chemical Romance-Album Three Cheers For Sweet Revenge und weitere gefertigt von der  Tätowiererin Kat Von D: Frankensteins Monster und Porträts seiner Großmutter und seines Großvaters. Letztere Tattoos werden außerdem in Kat Von Ds Buch High Voltage Tattoo gezeigt. In dem Buch beschreibt diese auch, dass sie und Frank Iero gute Freunde geworden seien und sie die Hochzeit von ihm und Gerard Way besucht habe. Die Entstehung des Tattoos von Ieros Großvater wurde außerdem in einer Episode von der Reality-Show LA Ink festgehalten, in der Kat Von D immer wieder meist öffentlich bekannte Kunden vor der Kamera tätowiert.
Frank Iero unterstützt die Schwulenbewegung, hauptsächlich durch das Tragen von T-Shirts. Bei den Fans erlangte sein T-Shirt mit der Aufschrift „Homophobia is gay“ große Beliebtheit. Im Rock-Sound-Magazin erklärte Iero, dass er bei den Präsidentschaftswahlen in den Vereinigten Staaten 2008 für Barack Obama gestimmt habe.
Aus Protest gegen die Behandlung von Tieren in Schlachthäusern und Zuchtfarmen ist er Vegetarier. 2008 titulierte ihn die PETA als „one of the World’s Sexiest Vegetarians“, neben Alyssa Milano.